# Palaeonyssia trisecta
Palaeonyssia trisecta là một loài bướm đêm trong họ Geometridae.